# سیلوراستین
سیلوراستین (انگلیسی: Silverstein) شرکت املاک آمریکایی است، که در سال ۱۹۵۷ توسط لری سیلورستین تأسیس شد.